# L'Étrangère (film, 1940)
Pour les articles homonymes, voir L'Étrangère.
Pour plus de détails, voir Fiche technique et Distribution.
L'Étrangère (All This, and Heaven Too) est un film américain d'Anatole Litvak sorti en 1940. Il est nommé pour le meilleur film de l'année et Barbara O'Neil est nommée pour le Academy Award de la meilleure actrice dans un second rôle,. C'est une adaptation d'un roman de Rachel Field publié 2 ans auparavant. 
Inspiré d'une histoire vraie qui a choqué la France de Louis-Philippe, ce film raconte l'histoire d'une gouvernante amoureuse de son employeur qui est soupçonnée  lors de l'assassinat de l'épouse de son patron.

## Synopsis

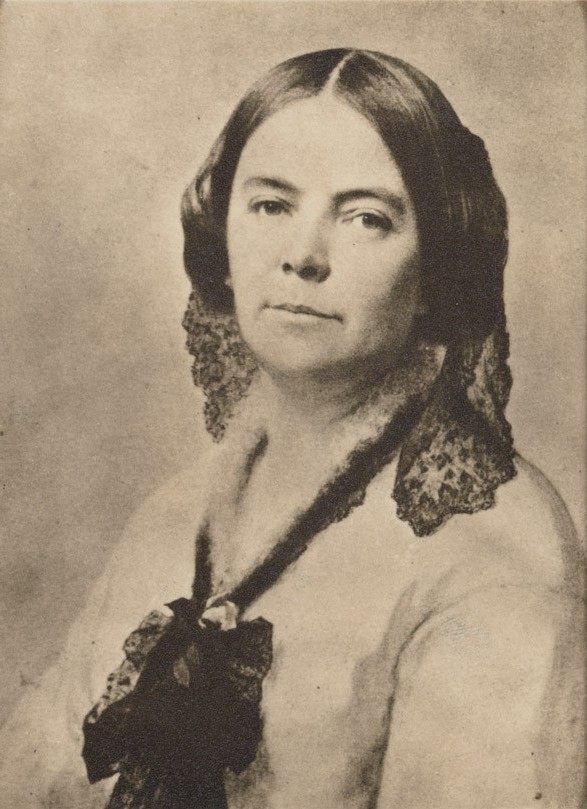
La vraie Henriette Deluzy-Desportes

Mademoiselle Henriette Deluzy-Desportes, une Française, commence à enseigner dans une école de filles américaine. Elle est confrontée aux récits et aux ragots à son sujet qui circulent parmi ses élèves et, ainsi provoquée, elle décide de leur raconter sa vie. Deluzy-Desportes est la gouvernante des quatre enfants du duc et de la duchesse de Praslin qui vivaient à Paris pendant les dernières années de la monarchie d'Orléans. En raison du comportement constamment erratique et capricieux de la Duchesse, leur mariage était malheureux mais le Duc resta malgré tout avec sa femme pour le bien de leurs enfants.
Deluzy-Desportes, par sa chaleur et sa gentillesse, gagna l'amour et l'affection des enfants et de leur père ainsi que la jalousie et la haine de leur mère. Elle fut obligée de partir et la duchesse refusa de lui donner une lettre de recommandation à ses futurs employeurs. Le duc confronta sa femme et celle-ci inventa des lettres alternatives prenant des attitudes opposées, bien qu'en réalité elle n'ait écrit aucune lettre et n'ait pas l'intention d'en écrire une seule. Son récit le met en colère et il finit par s'emporter puis la tue.
Immédiatement arrêté, le duc de Praslin, en tant que noble, ne peut être jugé que par ses pairs. Il refuse d'avouer sa culpabilité ou d'admettre ouvertement son amour pour son employée, sachant que ses jurés souhaitent utiliser un tel aveu pour la rendre responsable du meurtre en déclarant qu'il agissait à sa demande. Le duc finit par s'empoisonner pour s'empêcher de proclamer publiquement son amour pour Henriette car il sait que cela la condamnerait. Il vit assez longtemps pour le révéler à un autre de ses serviteurs, Pierre, un vieil homme aimable qui avait averti la gouvernante de quitter la maison des de Praslin. Avec la mort du duc, les autorités reconnaissent qu'elles n'ont aucune preuve sur laquelle fonder un jugement selon lequel Henriette a sollicité le meurtre et elle est libérée. Deluzy-Desportes avait été recommandée pour le poste d'enseignante au pays de la liberté par un pasteur américain, le révérend Henry Field, à qui elle avait exprimé une perte de foi pendant son séjour en prison. 
Il lui propose le mariage et il est sous-entendu qu'Henriette accepta.

## Fiche technique
- Titre original : All This, and Heaven too
- Titre français : L'Étrangère
- Réalisation : Anatole Litvak, assisté d'Irving Rapper (non crédité)
- Scénario : Casey Robinson d'après le roman de Rachel Field
- Direction artistique : Carl Jules Weyl
- Costumes : Orry-Kelly
- Photographie : Ernest Haller
- Musique : Max Steiner
- Montage : Warren Low
- Production : Hal B. Wallis et Anatole Litvak
- Société de production : Warner Bros. Pictures
- Pays d'origine : États-Unis
- Format : Noir et blanc
- Genre : Mélodrame
- Durée : 141 min
- Date de sortie :
  - États-Unis : 13 juillet 1940
- Affiche : Jacques Bonneaud (France)

## Distribution

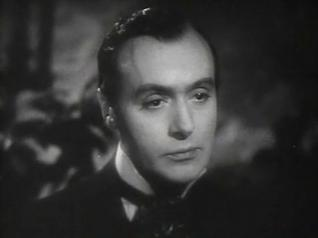
Charles Boyer

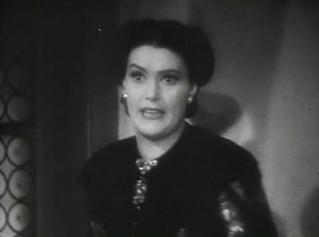
Barbara O'Neil

- Bette Davis : Henriette Deluzy-Desportes V.F Leitia Recco
- Charles Boyer : le duc de Praslin VF. René Fleur
- Jeffrey Lynn : Henry Martyn Field
- Barbara O'Neil : Duchesse de Praslin
- Virginia Weidler : Louise
- Helen Westley : Mme Lemaire
- Walter Hampden : Pasquier
- Henry Daniell : Broussais VF Balpétré
- Harry Davenport : Pierre
- George Coulouris : Charpentier
- Montagu Love : le maréchal Sebastiani
- Ian Keith : de Langle
- Ann E. Todd : Berthe
- Victor Kilian : Gendarme
- Fritz Leiber : l'abbé Gallard
- Mary Anderson : Rebecca Jay
- Janet Beecher : Mlle Haines
- Edward Fielding : Dr Louis
- June Lockhart : Isabelle

Et, parmi les acteurs non crédités :
- Glen Cavender : Jean
- Vera Lewis : Reine Amélia de France